# Kamimuria manchuriana
Kamimuria manchuriana är en bäcksländeart som beskrevs av Wu, C.F. 1938. Kamimuria manchuriana ingår i släktet Kamimuria och familjen jättebäcksländor. Inga underarter finns listade i Catalogue of Life.